# Izometrické zobrazení

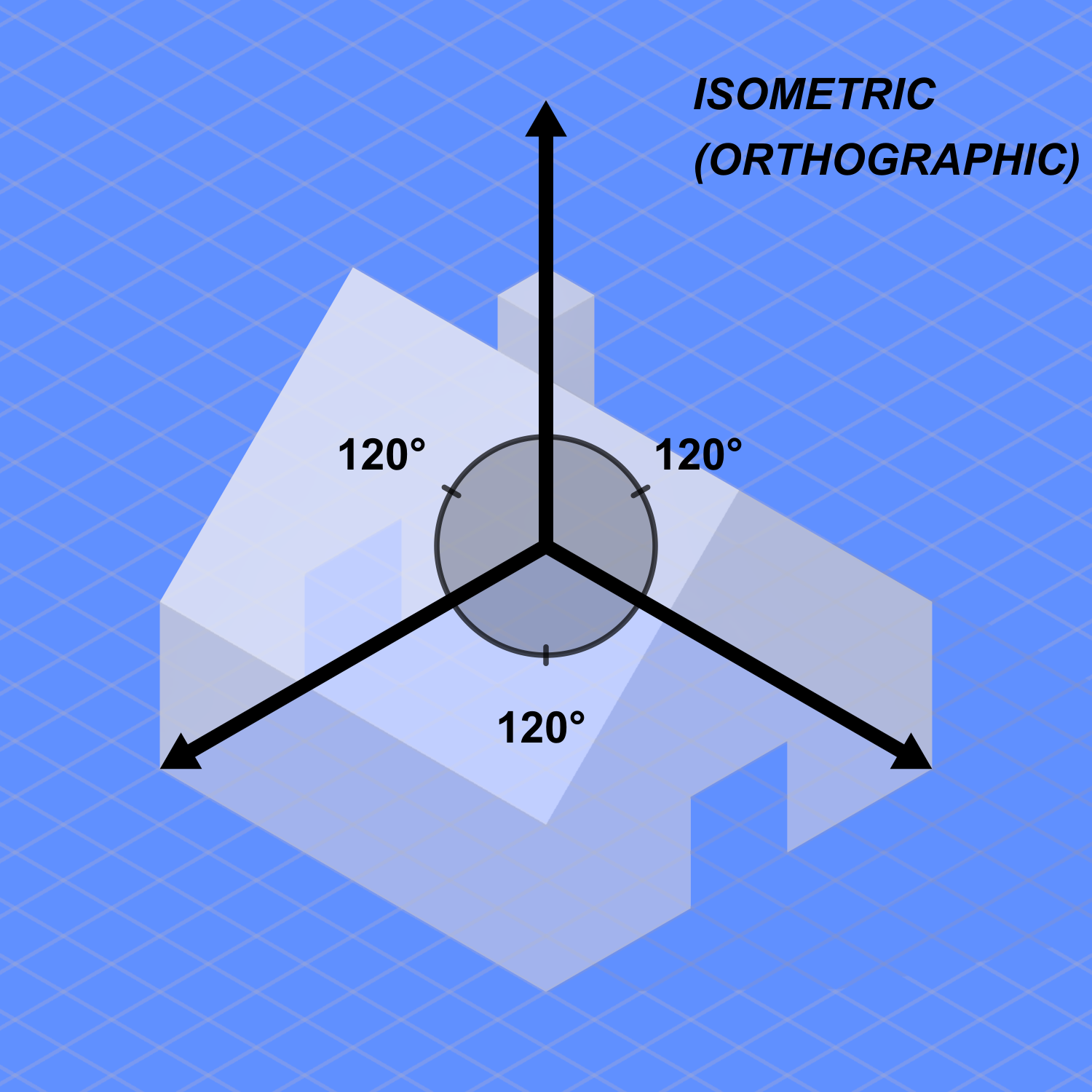
Izometrické zobrazení, 1:1:1

Izometrické zobrazení (izometrie) je zobrazení zachovávající vzdálenost.

## Definice
Mějme libovolné metrické prostory {\displaystyle (\mathbf {M} _{1},\rho _{1}),(\mathbf {M} _{2},\rho _{2})}. Bijekci {\displaystyle f:\mathbf {M} _{1}\to \mathbf {M} _{2}} označíme jako izometrické zobrazení, jestliže pro každé {\displaystyle x,y\in \mathbf {M} _{1}} platí
{\displaystyle \rho _{2}(f(x),f(y))=\rho _{1}(x,y)\,}
Při izometrickém zobrazení se tedy zachovávají vzdálenosti.
Existuje-li izometrické zobrazení prostoru {\displaystyle \mathbf {M} _{1}} na {\displaystyle \mathbf {M} _{2}}, pak se prostory {\displaystyle \mathbf {M} _{1},\mathbf {M} _{2}} nazývají izometrické.